# Seelhorst (Stadtwald)

Weg in den östlichen Waldteil, die Kleine Seelhorst

Der Stadtwald Seelhorst ist ein Waldgebiet im gleichnamigen Stadtteil von Hannover unweit des hannoverschen Stadtwaldes Eilenriede. Der Forst mit einer Fläche von etwa 1 km² wurde 1483 erstmals urkundlich erwähnt.

## Name und  Besitz

Lageplan der Seelhorst

Seelhorst leitet sich ab aus dem Begriff Sehl für eine sumpfige, morastige Stelle oder ein Wasserloch. Horst steht hier für ein kleines Waldstück. Demnach ist die Seelhorst ein Wald in nassem Gelände. Tatsächlich tritt an zwei Stellen Quellwasser aus der Erde, an denen sich Wasserlöcher gebildet haben. Der nördliche Bereich wurde früher „Aspel“ genannt, was sich von Aspe, einer Pappelart, ableitet. Diese Baumart war früher die Hauptholzart des Waldes.
Der Wald befindet sich größtenteils in städtischem Besitz und wird vom Grünflächenamt bewirtschaftet, auch der nördliche Teil, der im Besitz einer kirchlichen Einrichtung steht. Der Südbereich ist zu einem kleinen Teil in Privatbesitz.

## Lage
Der Messeschnellweg durchschneidet die Seelhorst in Nord-Süd-Richtung und trennt den Wald in einen kleineren westlichen und einen größeren östlichen Teil. Nach dem Wald ist das nördlich angrenzende Autobahnkreuz Seelhorster Kreuz benannt, wo der Messeschnellweg den Südschnellweg kreuzt. Gemeinsam mit westlich angrenzenden Kleingärten und dem Stadtfriedhof Seelhorst bietet der Forst ein Erholungsgebiet zwischen den Stadtteilen Döhren, Mittelfeld, Bemerode und Kirchrode.

## Beschreibung

Künstlich angelegter Bach im Waldgebiet

Am Waldrand: Jugendzentrum Bemerode in Pavillonbauweise

Die Seelhorst, wie der Wald üblicherweise genannt wird, verfügt über ein 9 km langes Wegenetz. Innerhalb liegen ein Rodelberg und ein Spielplatz. Das Gebiet ist noch sehr ursprünglich und baumartenreich, teilweise auch sumpfig. Wegen der Überschwemmungen im Frühjahr wurde in früheren Jahrhunderten ein Netz von Entwässerungsgräben geschaffen. Heute ist die Seelhorst trockener als noch Anfang des 20. Jahrhunderts; seitdem ist das Grundwasser abgesunken. Heute wird versucht, die Gewässersituation durch das Halten des Wassers im Wald mittels Regenwasserrückhalteteichen zu verbessern. Den Wald durchfließt der Seelhorster Bach in Nord-Süd-Richtung. Außerdem wurde mitten durch den Forst ein 900 m langer künstlicher Bach gegraben, der viele Windungen aufweist.
Der Wald ist ein Stieleichen-Hainbuchenwald mit den Hauptholzarten Stieleiche, Hainbuche, Buche und Esche. Die Strauchschicht ist nur spärlich ausgeprägt, das Artenangebot ist aber vielfältig. Der Waldboden wird von einer dicht deckenden Krautschicht gebildet. Der Wildbestand ist gering und besteht aus Hase, Kaninchen, Fuchs und Dachs. Der Wald bietet vielen Vogelarten Nistmöglichkeiten, beispielsweise boden- und buschbrütenden Nachtigallen. Die Naturnähe des Gebietes zeigt sich anhand von neun nachgewiesenen Fledermausarten. Die Tiere beziehen in Spechthöhlen oder Baumrissen ihr Quartier.

## Geschichte

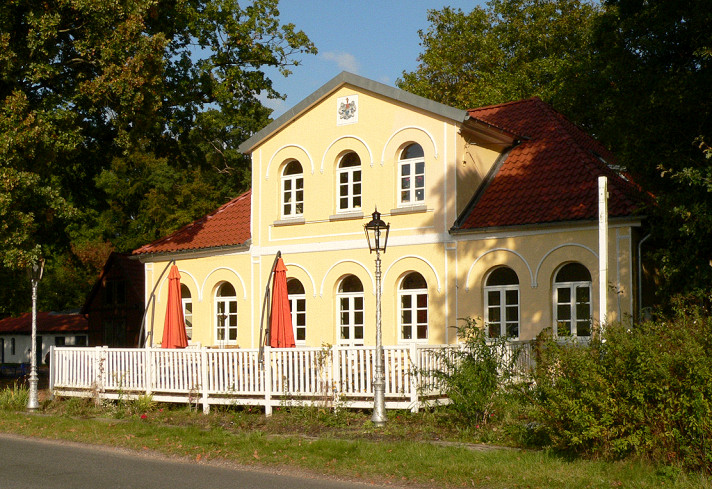
Waldwirtschaft Seelhorst

Die Seelhorst gehörte ursprünglich zu den Gemarkungen der Dörfer Döhren, Bemerode und Kirchrode. 1907 wurde das Gebiet nach Hannover eingemeindet. In früheren Jahrhunderten wurde der Wald wirtschaftlich für die Jagd, die Schweinemast und die Holzgewinnung genutzt. Das Vieh wurde bis ins 19. Jahrhundert zum Weiden in den Wald getrieben. 1852 erbaute Werner von Grävemeyer am Wald ein Jagdhaus. Schon 1854 wurde es zu einer Gastwirtschaft umgewandelt, die unter der Bezeichnung Waldwirtschaft Seelhorst bis 2019 gastronomisch genutzt wurde. Der in Hannover lebende Heimatdichter Hermann Löns kehrte oft in die Gaststätte bei seinen Wanderungen durch die Seelhorst ein. Der Baumbestand wurde nach dem Zweiten Weltkrieg dezimiert, da Holz in großem Umfang für Reparationszahlungen eingeschlagen wurde. Der Wald lag über Jahrhunderte abgelegen von Hannover. Um etwa 1980 erreichte ihn die Bebauung durch Wohngebiete und große Firmengebäude. Im Jahre 2000 entstand am östlichen Waldrand das Jugendzentrum Bemerode.

### Munitionsanstalt

Bunkerrest der Munitionsanstalt im Osten in der Kleinen Seelhorst

1938 errichtete die Wehrmacht im östlichen Teil in freiem Gelände eine Munitionsanstalt, die Heeres-Nebenmunitionsanstalt Hannover. Zu dem Gebäudekomplex gehörten Baracken, Bunker und Garagen. Zu Tarnzwecken wurden schnellwachsende Pappeln gepflanzt. Dadurch entstand das Waldgebiet der „Kleinen Seelhorst“. Nach dem Zweiten Weltkrieg wurde die Munitionsanstalt von der britischen Armee und später der Bundeswehr sowie danach als Gewerbegebiet genutzt. Das Gelände galt wegen des Betriebs der Munitionsanstalt als eine Rüstungsaltlast. Ab etwa 1990 wurden alle Gebäude abgerissen und das Gelände renaturiert – ein Beispiel für die Umwandlung in einen Erholungswald. Von der früheren Munitionsanstalt finden sich im Wald noch Reste des Wegenetzes und der Bebauung, darunter etliche Bunker.